# シンジと愉快な仲間たち
『シンジと愉快な仲間たち』（シンジとゆかいななかまたち）は、『新世紀エヴァンゲリオン』を題材とするガイナックスのパソコンゲームソフトのシリーズ。全6作。Microsoft Windows 95/98対応。

## 『シンジと愉快な仲間たち それってソリティア?』
1999年2月26日発売。ソリティアを題材にしたゲーム。7種あるソリティアゲームを遊ぶことができる。登場キャラクターはシンジ、レイ、アスカ、ミサト、リツコ、ゲンドウ、トウジ、加持、カヲルの9名。

## 『シンジと愉快な仲間たち ロジック大作戦』
1999年5月28日発売。お絵かきロジックを題材にしたゲーム。

## 『シンジと愉快な仲間たち セカンド・花札いんぱくと』
1999年6月4日発売。花札を題材にしたゲーム。「勝ち抜きモード」と「フリー対戦モード」がある。登場キャラクターはシンジ、レイ、アスカ、ミサト、リツコ、ゲンドウ、トウジ、加持、カヲルの9名。

## 『シンジと愉快な仲間たち 爆裂大富豪』
1999年7月23日発売。大富豪を題材にしたゲーム。登場キャラクターはシンジ、レイ、アスカ、ミサト、リツコ、ゲンドウ、トウジ、加持、カヲルの9名。

## 『シンジと愉快な仲間たち ボンジョルノ! 7ならべ』
1999年8月27日発売。7並べを題材にしたゲーム。

## 『シンジと愉快な仲間たち AMERICAN PAGE1』
1999年9月24日発売。アメリカンページワンを題材にしたゲーム。